# Цумура, Кикуко
Кикуко Цумура (яп. 津村 記久子 Цумура Кикуко, род. 23 января 1978 года) — японская писательница. Лауреат ряда литературных наград — премии Акутагавы (2008), премии Кавабаты (2013), премии Танидзаки (2023) и других.
Родилась в городе Осака, окончила литературный факультет Университета Отани в Киото. Интерес к сочинительству проявила ещё в детстве, сочиняя тексты в подражение детским книгам, однако «всерьёз» начала писать только на третьем курсе университета. На своей первой официальной работе подвергалась харассменту со стороны начальства, что вынудило её покинуть компанию спустя 10 месяцев после трудоустройства. Пережитый опыт стал источником вдохновения — тема молодых работников является одной из центральных в её творчестве. Действие многих её работ развивается в регионе Кансай, а сами персонажи говорят на кансайском диалекте.
Несколько лет совмещала писательство с другой работой; после увольнения в 2012 году из компании, в которой проработала более 10 лет, зарабатывает на жизнь исключительно литературным трудом. Проживает в Осаке. Хобби — просмотр спортивных состязаний. Увлекается зарубежным футболом, шоссейным велоспортом и фигурным катанием.